# Thiadiaye
 (novembre 2018).
Si vous disposez d'ouvrages ou d'articles de référence ou si vous connaissez des sites web de qualité traitant du thème abordé ici, merci de compléter l'article en donnant les références utiles à sa vérifiabilité et en les liant à la section « Notes et références ».
Thiadiaye est une ville de l'ouest du Sénégal, située au sud-est de Dakar.

## Histoire
- Si vous ne connaissez pas le sujet, laissez ce bandeau (vous pouvez alors contacter les auteurs).
- Si vous supprimez le contenu mis en cause (vous pouvez préalablement contacter les auteurs),

argumentez précisément cette suppression dans la page de discussion
(un manque de référence n'est pas un argument ; une recherche réelle de référence doit avoir été effectuée, être formellement documentée).
Historiquement, Thiadiaye appartient au Djéguéme. Selon le doyen Maurice Birane Ndour, les auteurs européens jusqu’à l’abbé Boilat -y compris Becker et Martin- ont cru que le Djéguéme était un royaume. Mais jusqu’au XIVe siècle, tous les royaumes qu’on appelait « les provinces au sud du Baol » ou « les provinces sérères indépendantes au sud du Baol » à savoir : le Mbadane, le Djéguéme, le Nianing, les pays Safènes, le Soussoum-Sandock et la province du Kaba (sur la route de Bambèye avant Khombole), étaient des sociétés acéphales.
Les provinces du sud du Baol s’étendaient du Mbadane jusqu’à Bargny en passant par la vallée du Thiamassas. Cependant, il faut noter que l’autorité du roi du Baol était très relâchée du fait que les Sérères étaient très rebelles.
Par ailleurs, ils étaient géographiquement très favorisés. Par exemple, autour du Mbadane et du Ndimague, ils creusaient des tranchées appelées « o ngasu » en sérère. Ces tranchées étaient entourées de branches de l’arbre très épineux qu’on appelle « Ngol ». Ce « Ngasu » avait quatre portes qui permettaient aux animaux de pouvoir passer et elles étaient constamment gardées par des tireurs d’élite. Ainsi, le Baol ne pouvait que faire des razzias dans la campagne aux alentours de Ndimague. Beaucoup de propriétaires terriens (lamanes) dans les provinces au sud du Baol, ont obtenu leurs terres principalement par trois modes :
- le droit de feu : ce mode d’acquisition de la terre consistait à allumer un feu de brousse encore appelé o naay. L’étendue de terre ainsi brûlée appartenait à celui qui avait provoqué le feu de brousse. Le droit de feu est Yal lanq ou Yal dax c’est-à-dire les propriétaires fonciers : les lamanes. Ce droit (de feu) est de nature matrilinéaire.
- Le droit de hache encore appelé « O lif » consistait à couper les arbres à moitié et marquer ainsi son territoire. Le droit de hache est détenu par les « Yaal baax » (propriétaires de hache) ou « Yal xa qol » (propriétaire de champs) en vertu du défrichement effectif auquel leurs pères ont procédé sur les périmètres que les yal dax leur ont attribué. Ce droit (de hâche) est de nature patrilinéaire.

Ainsi, on dit souvent en sérère : lanq a ndok ya’es (terres de ma lignée maternelle) et baax faap es (hache de mon père).
- Le droit du sabot ou « O foxos ». L’auteur montait à cheval et parcourait ainsi un certain rectangle de terre et se considérait comme acquéreur après qu’il aura versé une redevance au roi (cheval, bœuf ou argent).

Chez les Sérères, avant la constitution des royaumes, il n’y avait que le lamane et le saltigué. Particulièrement au djiéguème, on retrouvait de grands guerriers qu’on nommait par le titre de « Sund ke jegem ». Ces géants guerriers savaient se battre comme des Hercules. Ils étaient également favorisés par Dame Nature, notamment par la vallée de Aga qui s’étend jusqu’au Thiamassas. Le droit de poursuite n’existait pas alors. Ainsi, aussitôt après les récoltes, ils ensemençaient les champs en prévision de la guerre et se réfugiaient à Joal. Selon Henry Gravrand, « le site de peuplement le plus ancien de la Petite-Côte est celui de Thiamassas, vallée fossile inscrite sous le nom de « Rivière de la Grâce » sur les anciennes cartes portugaises. Cette vallée deviendra plus tard la ligne de séparation entre les Siin et le Jegem… » (Henry Gravrand, la civilisation sereer, Cosaan, les origines – NEA, 1983, P.132). C’est ainsi qu’on l’appelait « a mbeel ala na mu cala ». Cette rivière est enjambée par l’actuel pont du Club Aldiana et tous ceux qui la traversaient étaient sauvés.

## Administration
Thiadiaye fait partie du département de M'bour, une subdivision de la région de Thiès. La localité a été érigée en commune en 1996.

## Géographie
La ville se trouve sur la route nationale N1, entre M'bour et Fatick.
Les villages les plus proches sont NGuediane, Niomar, Poultock,Gorou,Rof et NDiosmone.

### Population
Lors du recensement de décembre 2002, la population était de 10 262 habitants.
En 2007, selon les estimations officielles, Thiadiaye compterait 12 157 personnes.

### Activités économiques
L’agriculture, secteur tertiaire: le transport en commun, menuiserie:  bois et métallique.
La ville est desservie par l'autoroute A1 depuis février 2024.

## Personnalités nées à Thiadiaye
- Mor Talla Kane, économiste. Directeur exécutif de la CNES (Confédération Nationale des Employeurs du Sénégal) - Président du G.T n°1 du Conseil Présidentiel pour l'Investissement
- Souleymane Diène, administrateur civil principal de classe exceptionnelle. Ancien Gouverneur
- Tafsir Ndické Dièye, poète - écrivain
- Ernesto Cavalho, ministre (en Guinée-Bissau)
- Talla Niang, ancien sous-chef d'État-major de la République du Sénégal
- Abdou Diakhoumpa, inspecteur du travail, ancien DRH de la SGBS
- Saliou Diodji Faye, ancien ambassadeur
- Pape Alioune Ndao, ambassadeur du Sénégal au Qatar
- Léopold Ndiaye, Juriste, philosophe,écrivain, poète - essayiste
- Maitre Omar Youm Ministre des infrastructures des transports terrestres et du désenclavement
- Pascal Dione, Inspecteur Principal des Impôts et des Domaines, Chef du Centre des Services Fiscaux de Thiès
- Djiby Sene, Technicien supérieur en statistique, Agence Nationale de la Statistique et de Démographie (ANSD)

Baïdy Niang inspecteur du trésor